# Шантрен (Вогези)
Шантрен (фр. Chantraine) је насељено место у Француској у региону Лорена, у департману Вогези.
По подацима из 2011. године у општини је живело 3150 становника, а густина насељености је износила 508,06 становника/km².

## Демографија
| 1962. | 1968. | 1975. | 1982. | 1990. | 2011. |
| ----- | ----- | ----- | ----- | ----- | ----- |
| 2.992 | 2.998 | 3.083 | 2.972 | 2.843 | 3.150 |